# Fundação Bill e Melinda Gates
A Fundação Bill e Melinda Gates (também Gates Foundation - FG) é uma instituição filantrópica criada por Bill Gates, fundador e ex-presidente da Microsoft, e a ex-esposa, Melinda Gates. Os fundos desta organização sem fins lucrativos provêm de doações de privados, sendo as principais da parte de Bill e Melinda Gates e de Warren Buffet. A instituição doa dinheiro para fundações universitárias no país, principalmente no setor de humanas.
Nota: em novembro de 2019, a Forbes listou os maiores doadores dos Estados Unidos em 2018, tendo Warren Buffett em 1º lugar, com 3,4 bilhões de dólares doados, e Bill e Melinda Gates em 2º lugar, com 2,6 bilhões de dólares. 

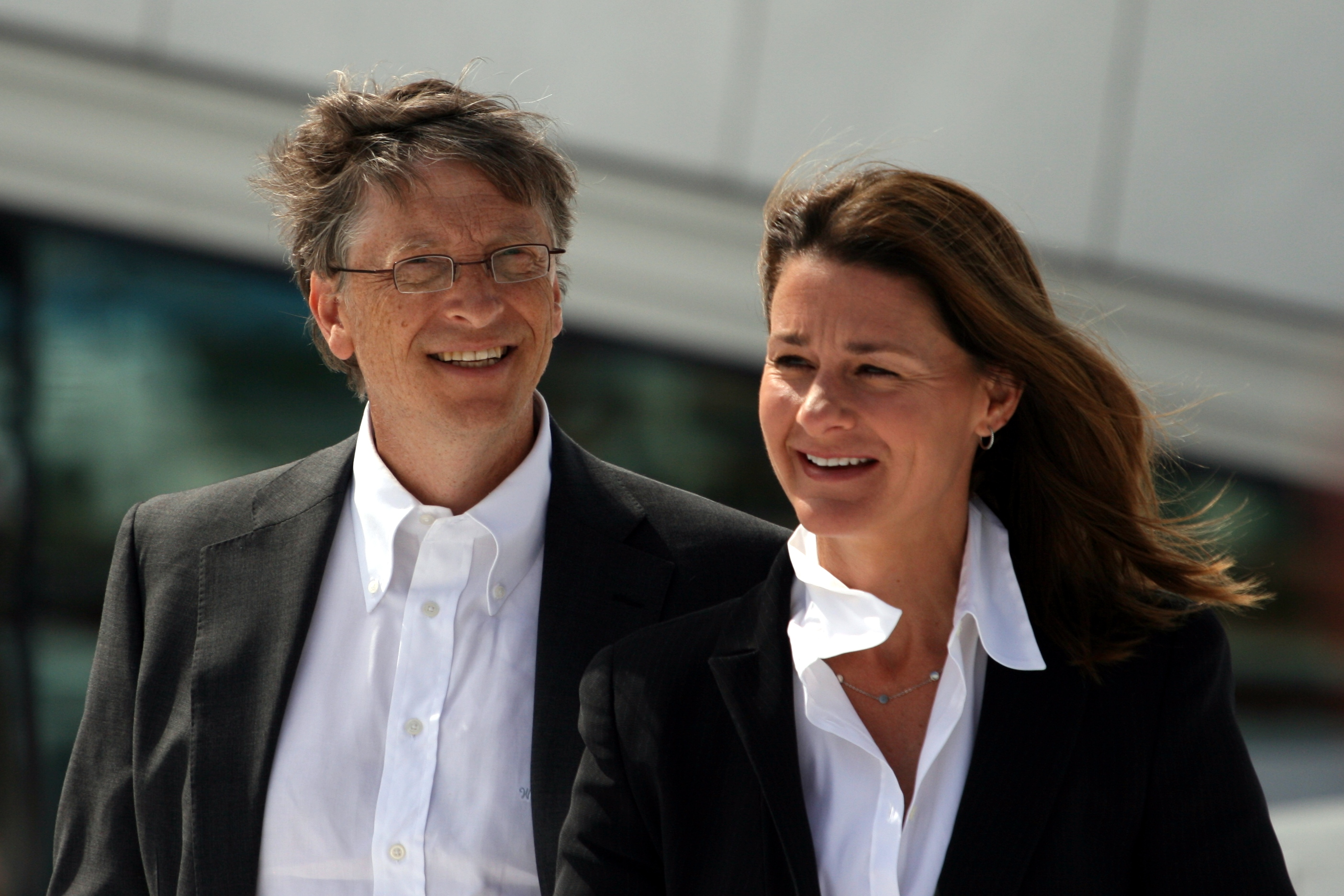
O casal Gates, fundador da instituição

## História

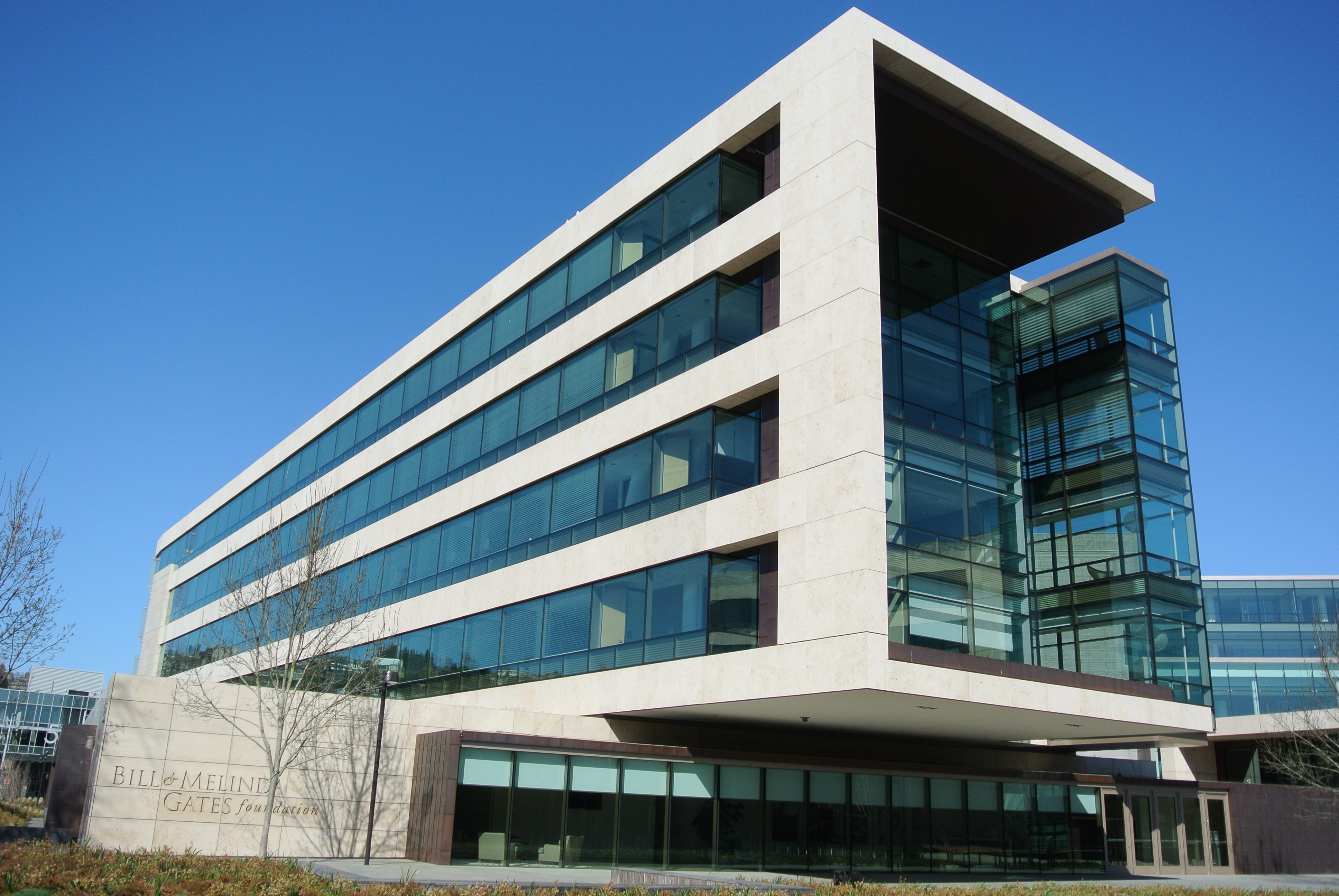
Sede em Seattle

A FG foi criada em janeiro de 2000, quando a Fundação William H. Gates se fundiu com a Fundação Gates Learning. Inicialmente era dirigida por William H. Gates, pai de Bill Gates, e por Patty Stonesifer, responsáveis por gerir cerca de 38 bilhões de dólares. 
Tem sua sede em Seattle, Washington, nos Estados Unidos. 

### Escritórios regionais
Além da sede em Seattle, a Fundação tem escritórios em Washington, DC; Londres, Inglaterra; Nova Deli, Índia; Pequim, China; Addis Ababa, Etiópia; Joanesburgo, África do Sul; e Abuja, Nigéria. 

### Fatos Históricos
Alguns dos principais fatos históricos divulgados pela Fundação são: 
- em 1999, a Fundação se junta à iniciativa GAVI para financiar a vacinação em países mais pobres; 
- em 1999, o Programa Gates Millennium Scholars  é lançado, prevendo o acesso ao estudo avançado da Ciência por crianças de países mais pobres;
- em  2000, é lançado o Sound Families, no estado de Washington, com o objetivo de criar 1.500 moradias para sem-teto, com um investimento de 40 milhões de dólares; 
- em 2003, a Fundação anuncia que havia completado seu projeto de investir em bibliotecas nos Estados Unidos, tendo investido 240 milhões de dólares; 
- em 2005, a Fundação anuncia a doação de 258 milhões de dólares para o desenvolvimento de uma vacina contra a malária;
- em 2006, com a Fundação Rockefeller, é lançada a Aliança para uma Revolução Verde na África (AGRA), para ajudar os pequenos agricultores a superar a pobreza e a fome;
- em 2008, Bill deixa a Microsoft para trabalhar em tempo integral na Fundação;
- em 2010, a Fundação declara a Década das Vacinas, prevendo investir 10 bilhões de dólares em 10 anos para ajudar a desenvolver novas vacinas e a aplicá-las nos países mais pobres.
- em 2024, Melinda abandona a fundação.

### Missão e objetivos
A missão e os objetivos da FG são, em parte, explicados no website, na Carta de Bill e Melinda, transcrita conforme segue: 
Nosso amigo e cocurador Warren Buffett uma vez nos deu um grande conselho sobre a filantropia: “Não vá atrás de projetos seguros”, disse ele. “Enfrente os problemas realmente difíceis.”
Não poderíamos estar mais de acordo. Nossa fundação está se unindo a parceiros em todo o mundo para enfrentar alguns desafios difíceis: extrema pobreza e problemas de saúde nos países em desenvolvimento e as falhas do sistema educacional da América. Nós nos concentramos em apenas alguns problemas porque achamos que é a melhor maneira de ter um grande impacto, e nos concentramos nessas questões em particular porque pensamos que são as maiores barreiras que impedem as pessoas de aproveitar ao máximo suas vidas.
Para cada questão em que trabalhamos, financiamos ideias inovadoras que podem ajudar a remover essas barreiras: novas técnicas para ajudar os agricultores em países em desenvolvimento a cultivar mais alimentos e ganhar mais dinheiro; novas ferramentas para prevenir e tratar doenças mortais; novos métodos para ajudar alunos e professores em sala de aula. Alguns dos projetos que financiamos irão falhar. Não apenas aceitamos isso, mas esperamos isso - porque pensamos que um papel essencial da filantropia é fazer apostas em soluções promissoras que governos e empresas não podem pagar. À medida que aprendemos quais apostas valem a pena, temos que ajustar nossas estratégias e compartilhar os resultados para que todos possam se beneficiar.
Ambos somos otimistas. Acreditamos que, fazendo essas coisas - com foco em alguns grandes objetivos e trabalhando com nossos parceiros em soluções inovadoras - podemos ajudar cada pessoa a ter a chance de viver uma vida saudável e produtiva. 

## Projetos de destaque
Alliance for a Green Revolution in Africa (AGRA): trabalha para combater a pobreza e a fome na África ajudando pequenos agricultores; 
Building Changes: trabalha para acabar com a falta de moradia nas famílias do estado de Washington; 
ONE: campanha para aumentar a consciência global sobre a pobreza, fome e doenças. 
Gavi, the Vaccine Alliance: iniciativa em parceria com a OMS e outros que visa que todos no mundo, principalmente nos países mais pobres, tenham acesso a vacinas; 
Pesquisas para prevenção e tratamento da AIDS: em 20 de julho de 2006 a Fundação anunciou a doação de 287 milhões de dólares para 16 projetos de pesquisa, com o objetivo de aumentar a colaboração internacional e a troca de informações científicas com o objetivo de desenvolver uma vacina contra a Aids. Seriam beneficiados pela doação pesquisadores de Áustria, Bélgica, Camarões, Canadá, Dinamarca, França, Alemanha, Índia, Japão, Países Baixos, África do Sul, Espanha, Suécia, Suíça, Uganda, Reino Unido, Estados Unidos, Tanzânia e Zâmbia;. 
Pandemia de Covid-19: durante a pandemia de Covid-19, vários veículos de imprensa escreveram sobre um alerta de Bill feito anos antes sobre a humanidade não estar preparada para enfrentar uma pandemia, ao mesmo tempo em a FG se destacou por investir 250 milhões de dólares para ajudar no controle da pandemia, incluindo a doação de milhões para o desenvolvimento de uma vacina barata contra o coronavírus Sars-Cov-2.   

## Logomarcas

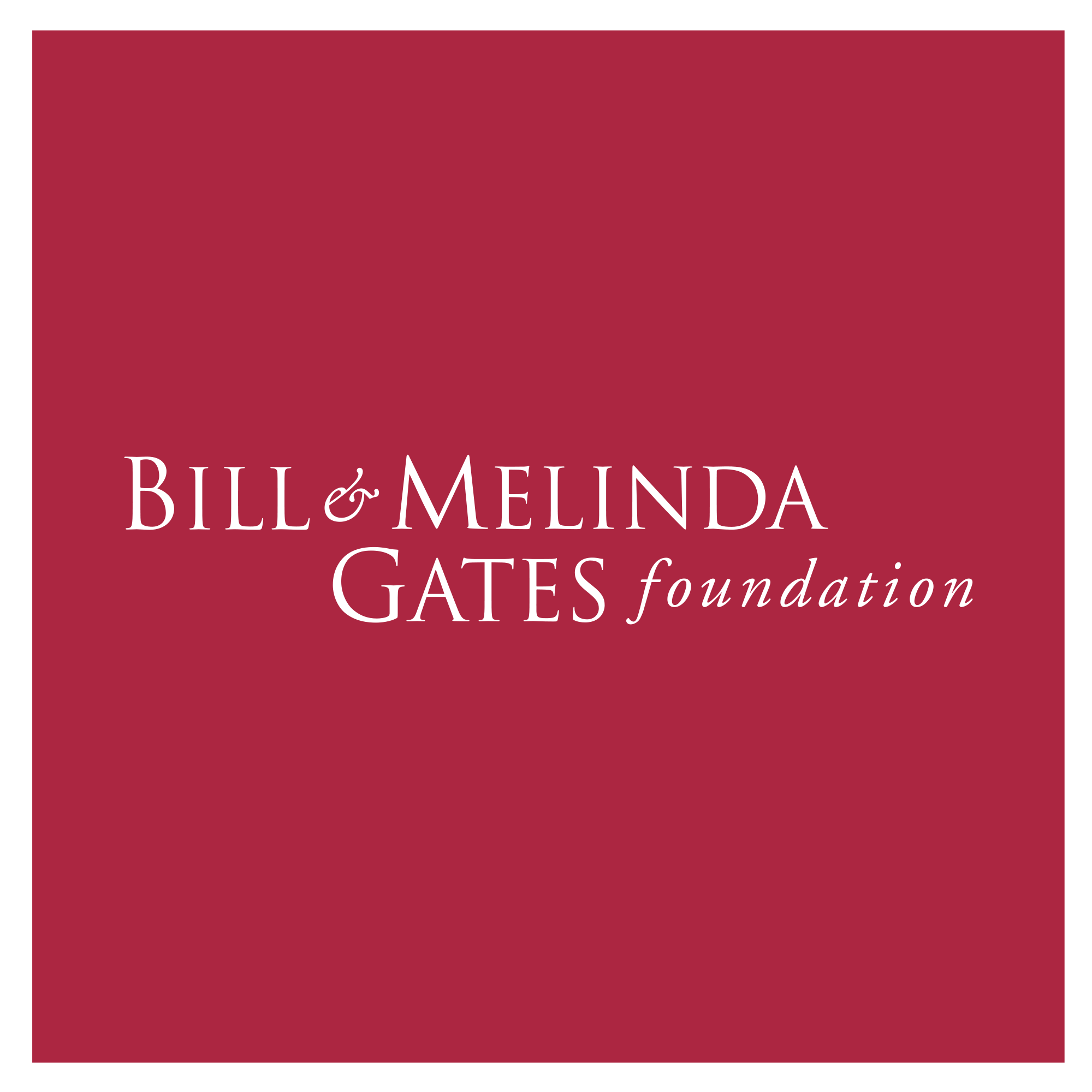
Logo antiga